# 圣塞赛尔 (滨海夏朗德省)
圣塞赛尔（法語：Saint-Césaire，法語發音：[sɛ̃ sezɛʁ]）是法国滨海夏朗德省的一个市镇，位于该省东部，属于桑特区。

## 地理
圣塞赛尔（45°45'11"N, 0°30'22"W）面积10.41 平方千米，位于法国新阿基坦大区滨海夏朗德省，该省份为法国西部滨海省份，北起旺代省，西临大西洋，南至吉倫特省，东南接多爾多涅省，东北接德塞夫勒省接壤，东临夏朗德省。
与圣塞赛尔接壤的市镇（或旧市镇、城区）包括：布里藏堡、沙尼耶、拉沙佩勒德波、谢拉克、埃科约、圣布里德布瓦、圣索旺、韦内朗、瓦勒德干邑。

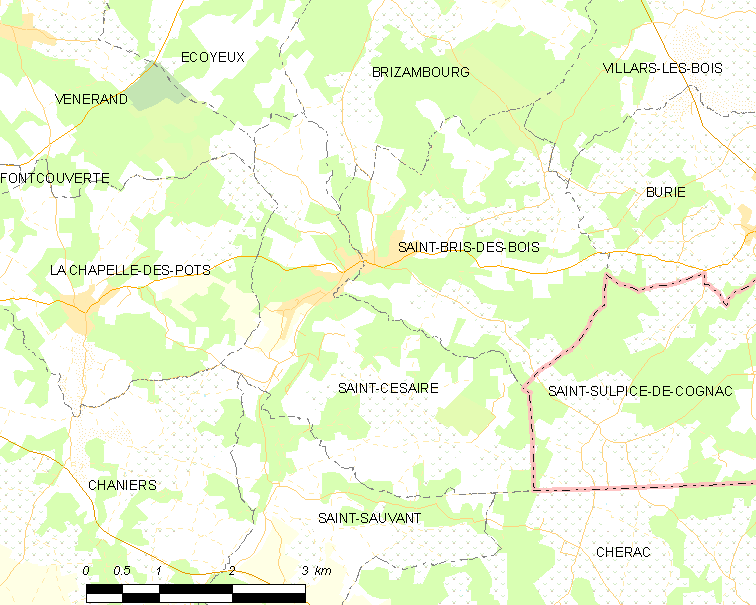
的OSM定位图

圣塞赛尔的时区为UTC+01:00、UTC+02:00（夏令时）。

## 行政
圣塞赛尔的邮政编码为17770，INSEE市镇编码为17314。

## 政治
圣塞赛尔所属的省级选区为沙尼耶县。

## 人口

1962-2008年间人口变化图示

圣塞赛尔于2022年1月1日时的人口数量为894人。